# Jean des Flandres
Ne doit pas être confondu avec Jean de Flandres.
Jean des Flandres est une série de bande dessinée du Belge Marcel Moniquet publiée de 1950 à 1956 dans l'hebdomadaire Héroïc-Albums.
Au milieu du XVIe siècle, au début de la guerre de Quatre-Vingts Ans, Jean des Flandres, orphelin élevé par Diane de Tournai, combat avec son ami et maître d'armes Klaas Platzak les armées du roi Philippe II d'Espagne menées par Don César Blasco de Lopez.
Cette bande dessinée historique dessinée dans un style très réaliste n'a pas été reprise en album par un éditeur important.